# Kastos
Kastos (řecky: Καστός) je řecký ostrov v Jónském moři s rozlohou 5,90 km². Od roku 2011 patří pod kraj Jónské ostrovy. Na ostrově žije 80 obyvatel. Nejblíže položený ostrov je Kalamos, vzdálený 5 km. Na ostrově Kastos se nachází škola, náměstí a kostel.

## Populace
| rok  | počet obyvatel | zdroj |
| ---- | -------------- | ----- |
| 1981 | 68             | [ 2 ] |
| 1991 | 50             | [ 2 ] |
| 2001 | 120            | [ 2 ] |
| 2011 | 80             | [ 2 ] |

## Popis
Na ostrově Kastos se nachází jediná osada, nazvaná rovněž Kastos. Hlavní obživou místních obyvatel je rybolov. Délka ostrova je 7 km, šířka 800 m, rozloha 5,90 km². Nejvyšší vrchol se tyčí do výšky 142 m n. m.